# Bibliothèque chrétienne
Les bibliothèques chrétiennes ont leurs origines dans la religion juive dont la pratique et la transmission dépendaient de la conservation et de la duplication des textes sacrés. Comme le judaïsme, le christianisme dépend fondamentalement de la préservation et de l'étude d'un texte sacré. Il s'ensuit que les textes et la littérature secondaire sont collectés à l'usage des communautés religieuses et transmis aux générations futures. 

## Les bibliothèques du christianisme primitif
Le christianisme a tiré le meilleur parti des réalisations de la civilisation romaine en matière de livres et de bibliothèques : si la possession d'une bibliothèque bien garnie était considérée comme un ornement enviable d'une maison romaine, il est probable qu'un élément de prestige similaire ait été conféré aux lieux de rassemblement chrétiens qui possèdent les premières collections de lettres et de textes. Jérôme (IVe et Ve siècles), par exemple, a pu supposer que partout où il y avait une congrégation, on trouvait des livres. Au fil du temps, les églises qui sont devenues des centres administratifs régionaux ont eu tendance à développer les meilleures collections.

### La bibliothèque de Jérusalem
À Jérusalem, les bibliothèques religieuses ont une histoire ancienne. L'évêque Alexandre de Jérusalem a créé une bibliothèque pendant son mandat, dans la première moitié du IIIe siècle. C'est ce qu'indiquent les archives d'Eusèbe de Césarée, qui mentionne certaines des œuvres qu'il y a découvertes. Peut-être que la bibliothèque d'Alexandre avait pour modèle la remarquable collection classique d'Alexandrie : il se peut que, toujours dans la ville égyptienne, Origène ait encouragé son élève Alexandre à créer un centre d'étude à Jérusalem.

## Les bibliothèques de la chrétienté médiévale

### Dans le cadre monastique
Dans la chrétienté orientale, les bibliothèques monastiques se sont développées selon un modèle similaire. Les «catalogues» étaient simplement des inventaires d'articles détenus par la communauté. Dans les rares cas où un bienfaiteur d'une communauté donnait une collection personnelle, la tendance était de ne pas se départir d'œuvres discutables ou même hérétiques: compte tenu de la pénurie de textes, presque n'importe quel élément serait considéré comme un «livre rare». dans la vie monastique, c’est à l’abbé (ou à son équivalent) qu’il incombe de veiller à la sécurité de la collection et à son entretien. 

### À la fin du Moyen Âge
La montée des universités et de leurs bibliothèques a été fortement stimulée par des legs: Bp. Robert Grosseteste à Oxford, Humphrey, duc de Gloucester à Cambridge, Robert de Sorbon à l’ Université de Paris, etc. Les activités de recherche, plutôt que la copie et la conservation, prédominaient. Il est juste de dire que l’avènement des nouvelles technologies - la presse à imprimer - à la fin du XIVe siècle a contribué à approfondir cette distinction (les débuts d’un modèle de « demande »). 
En France, avant 1200, toutes les grandes écoles de théologie avaient toutes grandi dans les environs des cathédrales: Saint-Victor, Sainte-Geneviève, Notre-Dame. Cette association de la cathédrale et de l’académie s’est avérée déterminante pour déterminer où et comment la recherche et l’éducation théologiques devaient être menées pendant des siècles.

## Période des Lumières

### En France
En revanche, le paroxysme qui a secoué la France à la fin du XVIIIe siècle a été ressenti d’abord par les bibliothèques des Jésuites. Qu'ils soient poussés par la jalousie d'autres ordres ou par le sentiment anti-clérical, les jésuites en ont souffert. Une série d'édits destinés à limiter leur influence et leurs avoirs ont abouti à la dissolution de l'ordre en 1773. La plupart des universités françaises, ayant des liens étroits avec l'Église, n'ont pas survécu à la Révolution. Comme ce fut le cas lors de la Réforme, leurs collections de livres et de manuscrits ont été dispersées principalement dans des bibliothèques universitaires ou privées, à Vienne, Graz, Innsbruck, etc..
L’envie de protéger sa propriété littéraire a toutefois eu une nouvelle fois son effet et bon nombre d’articles ont été transférés dans des collections clandestines ou privées.

## Le rôle des bibliothèques chrétiennes
Cette vue d'ensemble a démontré que le rôle et la fonction des bibliothèques théologiques ont toujours été caractérisés par la continuité entre turbulences, ingéniosité et ressources souvent inadéquates, et la défense de ce qui a une valeur durable dans un contexte de changements ecclésiastiques, sociaux et politiques constants.. Selon les mots de Cassiodore : 
« Nous visons à la fois à préserver ce qui est ancien et à construire quelque chose de nouveau ; nous désirons élever des choses qui sont modernes sans diminuer les œuvres de nos ancêtres ». 
Ce n'est qu'en de très rares occasions que l'héritage et les contributions des bibliothèques chrétiennes ont été remarqués, et généralement longtemps après coup. L’ouvrage de Thomas Cahill How the Irish Saved Civilization fournit néanmoins une agréable exception. Depuis Eusèbe de Césarée, les bibliothèques théologiques ont le plus souvent été mises en valeur par les efforts de ceux qui savourent un certain degré d'anonymat.
L' « ère de l'information » est communément considérée comme une menace grave à la perpétuité des textes imprimés et des collections sur papier des bibliothèques. Mais, bien sûr, elle promet aussi une collaboration sans précédent entre les excellentes collections et les bibliothécaires astucieux qui y travaillent. Il y a donc lieu d'espérer que les meilleurs jours pour les bibliothèques chrétiennes ne se situent pas dans le passé mais dans l'avenir .

#### En anglais
- Allison, W. H. 1908 “Theological Libraries,” in The New Schaff-Herzog Encyclopedia of Religious Knowledge; Vol. 11: 336-341. New York and London: Funk and Wagnalls -.
- Beach, Robert F. 1960 “Protestant Theological Seminaries and their Libraries'” in Library Trends; 9 (2), October 1960: 131-148.
- Clement, Richard W. 1994  “Renaissance Libraries”, in Encyclopedia of Library History, W. A.  Wiegand and D. M. Davis, eds. New York, Garland
- Cross, Claire. 1991 “Monastic Learning and Libraries in Sixteenth-Century Yorkshire,” in Humanism and Reform:  the Church in Europe, England and Scotland, 1400-1643, ed. James Kirk. Oxford: Blackwell: 225-69.
- Dare, Philip N. 1994 “Theological Libraries”, in Encyclopedia of Library History, ed. Wayne A. Wiegand and Donald M. Davis. New York and London: Garland
- Gamble, Harry Y. 1995 Books and Readers in the Early Church: a history of early Christian texts. New Haven: Yale University Press
- Gapp, Kenneth S. 1955 “Theological Libraries,” in Twentieth Century Encyclopedia of Religious Knowledge, vol. II. Grand Rapids: Baker
- Hadidian, Dikran Y. [date?] “Seminary Libraries”, in The Encyclopedia of Library and Information Science, ed. Allen Kent et al.; Supp. Volume 26: 215-51.
- Harrington, John H. 1960 “Catholic Theological Seminaries and their Libraries,” in Library Trends; 9 (2), October, 1960: 149-167.
- Harris, Michael. 1995 History of Libraries in the Western World; 4th ed. Metuchen: Scarecrow
- Henry, Patrick, ed. 1998 Schools of Thought in the Christian Tradition. Philadelphia: Fortress
- Идризовић, Ненад. 2012 "The Library of St. Augustine the Blessed", in "Читалиште". Панчево: 44-48.
- Идризовић, Ненад. 2011 "Early Christian Library in Caesarea Palestine", in "Читалиште". Панчево: 32-39.
- Jackson, Sidney L. 1974 Libraries and Librarianship in the West: a brief history. New York: McGraw-Hill
- LeJay, Joseph, and Otten, Paul. [date?] “Cassiodorus”, in The Catholic Encyclopedia, (Online ed.: http://www.newadvent.org/cathen/03405c.htm )
- McMahon, Melody Layton, and Stewart, David R. 2006 A Broadening Conversation: classic readings in theological librarianship. Lanham, MD: Scarecrow Press
- Morris, Raymond. 1934 “The Libraries of Theological Seminaries”, in The Education of American Ministers. New York: Institute of Religious and Social Research: 149-91.
- Rockwell, William Walker. [date?] “Theological Libraries in the United States.” in  Religion in Life 13 (4): 	1-11.
- Southern, Richard. 1976 “A Benedictine Library in a Disordered World,” in Downside Review; 94 (July 1976): 163-177
- Stewart, David R. 2000 “Libraries, Western Christian”, in Encyclopedia of Monasticism, ed. William J. Johnston. Chicago: Fitzroy-Dearborn.
- Thurston, Herbert. [c. 1910] “Libraries” in The Catholic Encyclopedia: (VIII), 228-32. (Online ed.: http://www.newadvent.org/cathen/09227b.htm)

#### En français
- Benoit Soubeyran, Bibliothèque de la communauté assomptionniste (rapport), Église Saint-Pierre en Gallicante, Jérusalem, 18 septembre 2019, [lire en ligne].

#### Bibliothèques chrétiennes en ligne
- La bibliothèque du Vatican
- La bibliothèque numérique post-réforme
- Bibliothèque en ligne de la liberté
- La bibliothèque du SNRC
- La bibliothèque chrétienne évangélique
- La bibliothèque des saints